# Миљијарино Пизано
Миљијарино Пизано је насеље у Италији у округу Пиза, региону Тоскана.
Према процени из 2011. у насељу је живело 2807 становника. Насеље се налази на надморској висини од 2 м.